# Madonna de la Manzana
La Madonna de la Manzana es una obra realizada en terracota atribuida a Donatello o a Luca de la Robbia que está conservada en el Museo Bardini de Florencia. Sus medidas son de 90x64 cm y está datada en el primer cuarto del siglo XV.
Del inventario del museo solo se sabe que Stefano Bardini la anotó como proveniente de Scarperia.
La atribución de la obra ha sido muy discutida y se han apuntado como autores también los nombres de Jacopo del Roble y Luca de la Robbia. Bardini la atribuía a Lorenzo Ghiberti, mientras De Nicola la consideraba una obra segura de Nanni de Banco.
Kreutheimer la asoció a otras Madonnas del ámbito donatelliano, como la Madonna Kress exhibida en la National Gallery de Washington, el estuco de Santa Andrea en Siena y la Madonna con Niño del Museo de Arte del Condado de Los Ángeles de Los Ángeles.
Hoy en general se sitúa entre los trabajos autógrafos de Donatello realizados para su clientela privada y colocada junto a obras como el San Juan Evangelista realizado para la fachada de la Catedral de Santa María del Fiore de Florencia o el San Ludovico de Tolosa.